# المپیا (فیلم ۱۹۳۸)
المپیا (به آلمانی: Olympia) فیلمی مستند از لنی ریفنشتال فیلمساز برجسته آلمانی است که د ر سال ۱۹۳۵ ساخته شده است و در باره بازی‌های المپیک تابستانی ۱۹۳۶ برلین است. این فیلم در دو قسمت با نام های جشنواره ملل (به آلمانی: Fest der Völker) و جشنواره زیبایی (به آلمانی: Fest der Schönheit) تقسیم شده است. المپیا اولین فیلم در جهان است که درباره بازیهای المپیک ساخته شده است و تکنیک های برتر فیلم برداری آن، این فیلم را به یک شاهکار هنری مبدل ساخته است. ساخت این فیلم در کنار فیلم پیروزی اراده، ریفنشتال را به یکی از بزرگترین کارگردانان تاریخ و برترین کارگردان زن قرن بیستم مبدل ساخت. فیلم المپیا در لیست یکصد فیلم برتر تاریخ مجله تایم قرار دارد.